# Distrito electoral de Lay (condado de Rock, Nebraska)
Lay Precinct es una subdivisión territorial del condado de Rock, Nebraska, Estados Unidos. Según el censo de 2020, tiene una población de 18 habitantes.

## Geografía
La subdivisión está ubicada en las coordenadas 42°28′38″N 99°20′1″O / 42.47722, -99.33361. Según la Oficina del Censo de los Estados Unidos, tiene una superficie total de 139.41 km², de la cual 138.78 km² corresponden a tierra firme y 0.63 km² están cubiertos de agua.

## Demografía
Según el censo de 2020, hay 18 personas residiendo en la zona. La densidad de población es de 0.13 hab./km². La totalidad de los habitantes son blancos. No hay hispanos o latinos viviendo en la región.